# Euplexia poliochroa
Euplexia poliochroa là một loài bướm đêm trong họ Noctuidae.